# Palmerella debilis
Palmerella debilis är en klockväxtart som beskrevs av Asa Gray. Palmerella debilis ingår i släktet Palmerella och familjen klockväxter.

## Underarter
Arten delas in i följande underarter:
- P. d. debilis
- P. d. serrata

## Bildgalleri

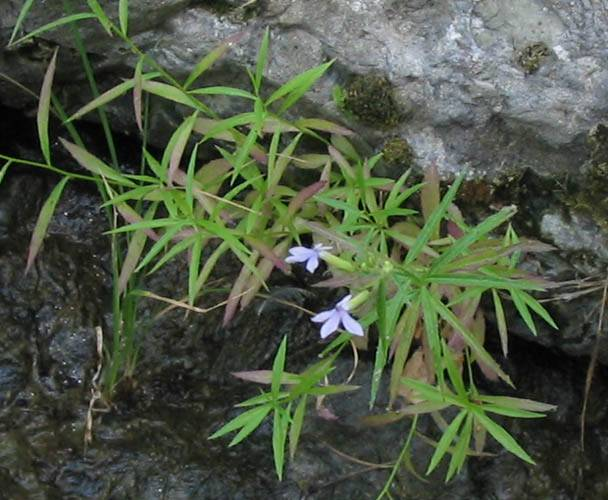